# João Lupi
João Eduardo Pinto Basto Lupi (Lisboa, 4 de março de 1938) é um antropólogo, medievalista, professor universitário e tradutor nascido em Portugal e naturalizado brasileiro.

## Biografia
Descendente do pintor Miguel Ângelo Lupi e primo do toureiro José Samuel Lupi, cursou a licenciatura em Filosofia na Faculdade de Filosofia de Braga entre 1957-62, tendo prosseguido os seus estudos com um Bacharelado em Teologia, Sant Cugat del Vallés, Barcelona, Espanha e Colégio Cristo Rei, São Leopoldo (Rio Grande do Sul), Brasil, entre 1965 e 1968.
Em janeiro de 1969 fixou residência no Brasil, tendo-se especializado em Antropologia pela Universidade da África do Sul em 1974, cursando nova licenciatura, desta vez em Ciências Político-Sociais pela Universidade Técnica de Lisboa entre 1973-75. Em 1976 obteve nova especialização em Antropologia pela Escola de Antropologia de Paris (França), cursando ainda a licenciatura em Pedagogia pelo FEEVALE, Novo Hamburgo (Rio Grande do Sul), Brasil, 1975-78.
Em 1982 obteve o doutorado em Filosofia/Antropologia pela Universidade Católica Portuguesa e em 1995 fez estágio de pós-doutorado em Filosofia Medieval/Patrística no Boston College, Boston, MA, USA.
Tem ensinado em várias universidades brasileiras do Rio Grande do Sul e de Santa Catarina e foi Presidente da Associação Brasileira de Filosofia Medieval (ABREM) entre 1998 e 2004. Atualmente é Professor aposentado da Universidade Federal de Santa Catarina (UFSC), onde ainda exerce constante atividade científica e cultural.
Desde março de 1991 reside em Florianópolis, onde foi cônsul honorário de Portugal desde 16 de fevereiro de 1998 até 15 de dezembro de 2011, data em que foi exonerado destas funções a seu pedido, continuando desde então a trabalhar a título não-oficial em prol das relações culturais entre Portugal e o Brasil.

## Obras
Publicou os seguintes livros:
- A Filosofia Social de Oliveira Martins, Braga 1963.
- A Concepção de Etnologia em António Jorge Dias - teoria e método no estudo científico da cultura (tese de doutorado com o trabalho complementar: A perspectiva etnológica na Filosofia da educação), Braga 1982.
- O Conceito de Antropologia em António Jorge Dias, Braga 1984.
- Moçambique, moçambiques. Itinerário de um povo afro-brasileiro, Santa Maria, RS, 1988.
- São João do Rio Vermelho, memória dos Açores em Santa Catarina, Porto Alegre, RS, 1986.
- Humanismo medieval (org. com Arno Dal Ri Júnior), Unijuí, Ijuí, RS, 2005.
- Druidas, Cavaleiros e Deusas (org.), Insular, Florianópolis, SC, 2010.
- Milindapanha, ou As Perguntas do Rei Menandro (trad.), Insular, Florianópolis, SC, 2010.

É também autor de numerosos artigos sobre Filosofia, História, Antropologia e Celtismo, entre os quais se encontram online:
- «Antropologia filosófica e fundamentação da etnologia, Revista Portuguesa de Filosofia 38, 1982, 355-359.»
- «O Belo e o Número: Plotino e Agostinho, in Draiton Gonzaga de SOUZA, Amor scientiae, Festschrift em Homenagem a Reinholdo Aloysio Ullmann»
- «O Origenismo de João Escoto Eriúgena, in Ernildo STEIN, A Cidade de Deus e a Cidade dos Homens - de Agostinho a Vico, Festschrift para Luís Alberto de Boni»

## Prêmios e títulos
Em 10 de junho de 2008 recebeu a Ordem do Infante Dom Henrique, comenda concedida pela Presidência da República Portuguesa.